# هنري هاتشيسون
هنري هاتشيسون (بالإنجليزية: Henry Hutchison)‏ هو لاعب اتحاد الرغبي أسترالي، ولد في 12 فبراير 1997 في سيدني في أستراليا.

## وصلات خارجية
- هنري هاتشيسون على موقع سلسلة سباعيات الرغبي العالمية - رجال (الإنجليزية)
- هنري هاتشيسون على موقع ItsRugby.co.uk (الإنجليزية)
- هنري هاتشيسون على موقع اللجنة الأولمبية الدولية (الإنجليزية)
- هنري هاتشيسون على موقع أوليمبيديا (الإنجليزية)
- هنري هاتشيسون على موقع اللجنة الأولمبية الأسترالية (الإنجليزية)